# 马森-下劳西茨
马森-下劳西茨（德語：Massen-Niederlausitz）是德国勃兰登堡州的市镇，隶属于易北-埃尔斯特县，总面积为75.63平方千米，截至2020年总人口为1898人。